# 京话日报
京话日报是一本1904年8月16日创刊于北京，创办人彭翼仲。1906年9月28日停刊。以普通市民为主要读者对象的时事性政治报刊。日出铅印一小张，售价3文。设有演说、紧要新闻、本京新闻、各省新闻、各国新闻、宫门抄、告示、电报、小说、时事新歌、儿童解字、来函和商情广告等栏目。

## 办报目的
第一，“开发民智”，即以报纸为手段，扩大人民的见闻，增加人民的知识，提高人民的文化水平，进而达到国富民强的目的。第二，建立一个能够为中国人说话的舆论阵地，因为当时的北京各报，多数为外国人所掌握。

## 特点
《京话日报》在宣传报道上比较突出的，一是有关反帝爱国主义思想的宣传，二是揭露社会阴暗和反映人民疾苦的宣传。刊载了不少揭露性的评论和报道。
在政治上，《京话日报》所主张的是变法和立宪。对资产阶级革命派持反对态度，多次称革命党认为“不守规矩的华人”，称他们的反清革命活动为“瞎闹“，并且盛赞慈禧太后圣明。

## 停刊
《京话日报》揭露权贵恶行，倾诉中下层人民的不幸和不平的报道受到了读者的热烈欢迎，但也因此得罪了不少封建权势者。终于在1906年9月28日被北京警察当局查封。罪名是：妄议朝政，容留匪人。创办人彭翼仲被捕，判流配新疆。